# Selago thermalis
Selago thermalis är en flenörtsväxtart som beskrevs av O.M. Hilliard. Selago thermalis ingår i släktet Selago och familjen flenörtsväxter. Inga underarter finns listade i Catalogue of Life.